# Gajapathinagaram
Gajapathinagaram è una suddivisione dell'India, classificata come census town, di 5.282 abitanti, situata nel distretto di Vizianagaram, nello stato federato dell'Andhra Pradesh. In base al numero di abitanti la città rientra nella classe V (da 5.000 a 9.999 persone).

## Geografia fisica
La città è situata a 18° 18' 0 N e 83° 19' 60 E e ha un'altitudine di 69 m s.l.m..

## Società

### Evoluzione demografica
Al censimento del 2001 la popolazione di Gajapathinagaram assommava a 5.282 persone, delle quali 2.554 maschi e 2.728 femmine. I bambini di età inferiore o uguale ai sei anni assommavano a 567, dei quali 276 maschi e 291 femmine. Infine, coloro che erano in grado di saper almeno leggere e scrivere erano 3.160, dei quali 1.716 maschi e 1.444 femmine.